# Ariel 6

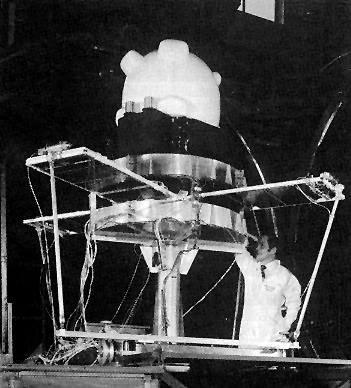
O satélite Ariel 6.

O Ariel 6, também conhecido como UK-6, foi o sexto satélite do Programa Ariel operado pelo Reino Unido.
Foi construído pela Marconi Company, lançado em 2 de junho de 1979, por um foguete Scout D, a partir da Wallops Flight Facility.